# Barringtonia filirachis
Barringtonia filirachis är en tvåhjärtbladig växtart som beskrevs av Payens. Barringtonia filirachis ingår i släktet Barringtonia och familjen Lecythidaceae. Inga underarter finns listade i Catalogue of Life.